# John Howard (15e comte de Suffolk)
Pour les articles homonymes, voir John Howard et Howard.
John Howard, 15e comte de Suffolk, 8e comte de Berkshire, (7 mars 1739 - 23 janvier 1820) est un général britannique et un noble.

## Biographie
Il est le troisième fils du capitaine Philip Howard des Royal Marines, petit-fils de Philip Howard (1629-1717). Son père est décédé en 1741. John est page d'honneur du duc de Cumberland de 1745 à 1748 et, en 1756, il est nommé enseigne du Grenadier Guards. Il est promu lieutenant et capitaine en 1760; son frère aîné Thomas a le même grade dans le même régiment à l'époque. Il est promu capitaine de corvette en mars 1773 et capitaine et lieutenant-colonel en mai 1773. Il épouse Julia, fille de John Gaskarth de Hutton Hall, Penrith, Cumberland, le 2 juillet 1774. Ils ont cinq enfants:
- Charles Nevinson Howard, vicomte Andover (13 mai 1775 - 11 janvier 1800), marié à Elizabeth Coke, fille de Thomas Coke par sa première femme, sans descendance
- Thomas Howard (16e comte de Suffolk) (1776–1851)
- John Howard (30 novembre 1777 - 1787)
- William Philip Howard (27 novembre 1779 - 20 avril 1780)
- Catherine Howard (27 novembre 1779 - 30 mars 1850), mariée au révérend George Bisset, sans descendance

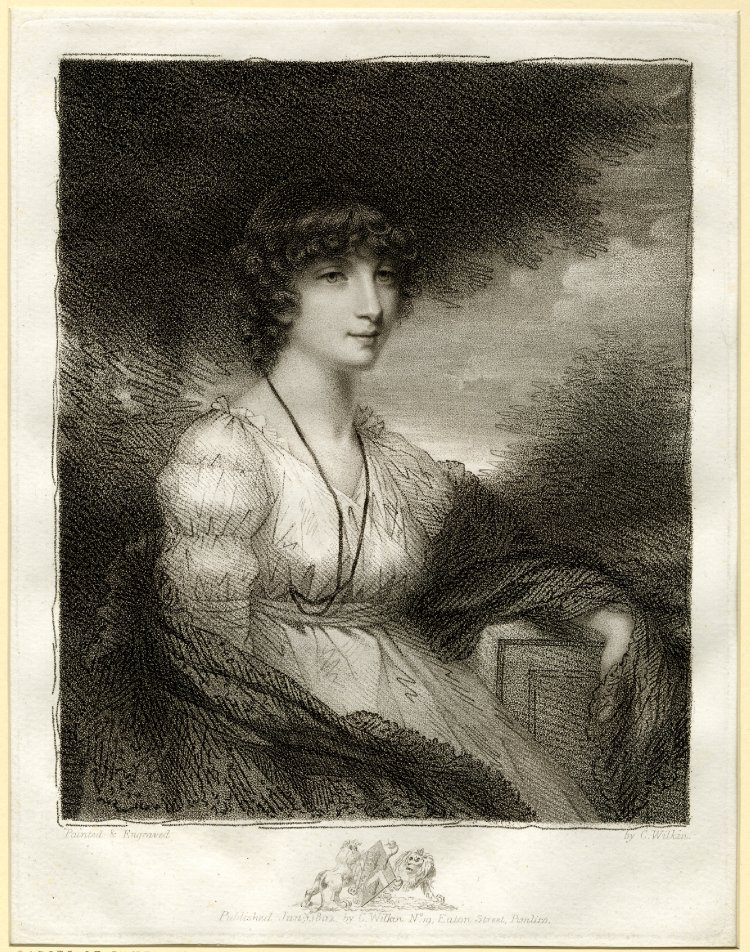
Lady Catherine Howard (1802) par Charles Wilkin

John et Thomas sont tous deux capitaines et lieutenant-colonels de la Garde en 1776, au début de la Révolution américaine. Thomas fait partie du détachement envoyé pour la première fois aux États-Unis et est tué en 1778 lors d'une bagarre avec un corsaire alors qu'il rentrait chez lui. John est envoyé en Amérique en avril 1779 et est présent lors des diverses campagnes d'escarmouche entreprises par les gardes cette année-là. Promu colonel en 1780, il succède à Edward Mathew au poste de brigadier général et commande temporairement la brigade des gardes en février 1780. Sous son commandement, les deux bataillons de gardes s'embarquent de New York et rejoignent Charles Cornwallis à Charleston en Caroline du Sud en décembre 1780, où Charles O'Hara revient d'Angleterre et prend le commandement de la brigade.
Howard sert dans la campagne du sud de Cornwallis et est blessé à la Bataille de Guilford Court House. Envoyé chez lui avec des dépêches le 14 juin 1781, il arrive en Angleterre un mois plus tard, échappant ainsi à la capitulation de Yorktown. En 1783, il succède à un cousin éloigné comme Comte de Suffolk. Plus tard cette année-là, il est nommé colonel du 70e (Surrey) Regiment d'infanterie, qu'il garde jusqu'en 1814. Il est nommé membre de la Société des antiquaires en 1785 et promu Major général en 1787, Lieutenant général en 1789 et général en 1802.
Nommé gouverneur de Londonderry et de Culmore en 1806, il devient colonel du 44th Regiment d'infanterie d'East Essex en 1814 et meurt en 1820. Son fils Thomas lui succède.